# 마키 바그나크
마키 프랑크 바그나크 무에그니(프랑스어: Macky Frank Bagnack Mouegni, 1995년 6월 7일 ~ )는 세르비아 수페르리가 클럽 TSC에서 센터백으로 뛰고 있는 카메룬의 프로 축구 선수이다.

## 구단 경력
야운데에서 태어난 바그나크는 2008년 13세의 나이에 사뮈엘 에투 아카데미를 통해 바르셀로나로 이적했다. 그는 2012년 8월 3일에 리저브 팀으로 승격되었다.
바그나크는 2012년 9월 8일, 세군다 디비시온에서 열린 과달라하라와의 원정 경기에서 1-0으로 승리한 75분에 키코 페메니아를 대신해 프로 데뷔 전을 치렀다. 하지만 이번 경기는 그의 첫 출전이었다.
바그나크는 2013-14년 시즌 다비드 롬반과 마르크 무니에사의 이적으로 24경기에 출전하며 큰 활약을 펼쳤다. 그는 2014년 1월 28일, 카탈루냐와의 재계약을 통해 2017년까지 활약했고, 6월 7일, 에르쿨레스와의 원정 경기에서 2-1 승리의 두 번째 골을 넣으며 첫 골을 넣었다.
2014-15년 시즌에 바그나크는 팀이 세군다 디비시온 B로 강등되는 과정에서 11장의 옐로우 카드와 1장의 레드 카드를 받았다. 그의 퇴장은 11월 8일, 레알 베티스와의 경기에서 1-0으로 패배한 경기였다. 2016년 1월 12일, 그는 바르셀로나와의 계약을 해지하고 얼마 지나지 않아, 낭트와 계약했다.
2016년 8월 31일, 바그나크는 사라고사와 1년 계약을 체결한 후 스페인으로 돌아갔다.
2018년, 바그나크는 슬로베니아 클럽 올림피야 류블랴나와 계약을 체결하여 두 시즌을 성공적으로 보냈다.
2020년 7월 27일, 바그나크는 세르비아 클럽 파르티잔과 3년 계약을 체결했다.
2021년 7월, 바그나크는 2023년 12월까지 카자흐스탄 클럽 카이라트와 계약을 체결했다.
2024년 봄, 더 정확히 말하면 4월 4일에 그는 세르비아로 돌아와 TSC와 늦은 겨울 휴식 계약을 체결했다.

## 국가대표팀 경력
카메룬 U-20 국가대표팀에 합류한 후 바그나크는 2015년 아프리카 네이션스컵에서 국가대표팀에 발탁되었다. 2015년 1월 7일, 그는 콩고 민주 공화국과의 친선 경기에서 카메룬 국가대표팀 데뷔 전을 치렀다. 그는 후반전 내내 라울 뢰를 대신해 교체 선수로 출전했다.
2017년 8월, 그는 아제르바이잔 바쿠에서 열린 2017년 이슬람 연대 게임에서 카메룬 U-23 국가대표팀의 일원으로 활약했다.